# Shabnam Sarlak
Shabnam Sarlak (né le 11 septembre 1980) est une archère iranienne. Elle a remporté une médaille d'argent aux Championnats du monde, à la Coupe du monde et aux championnats d'Asie dans des compétitions d'équipe.

## Biographie
Shabnam fait une première apparition professionnel en 2011 lors de la Coupe du monde, lors de la deuxième manche où elle finit à la neuvième position à l'individuelle et à la deuxième durant la compétition en équipe. À la suite de cette performance, elle participa aux Championnats du monde où son équipe finit deuxième tandis qu'elle finit 57e au monde à la compétition individuelle. Lors des championnats d'Asie, elle finit 7e à l'individuelle, deuxième en équipe mixte et quatrième pour la compétition en équipe.

## Palmarès
- Championnats du monde
  -  Médaille d'argent à l'équipe femme aux championnats du monde à Turin.
  - 57e à l'individuelle femme aux championnats du monde à Turin.

- Coupe du monde
  -  Médaille d'argent à l'équipe femme à la Coupe du monde à Antalya.
  - 9e à l'individuelle femme à la Coupe du monde à Antalya.

- Championnats d'Asie
  -  Médaille d'argent à l'équipe mixte aux championnats d'Asie 2011 à Téhéran.